# 레이호쿠정
레이호쿠정(일본어: 苓北町 레이호쿠마치[*])은 일본 구마모토현 서부, 아마쿠사 제도 북서부에 있는 아마쿠사군의 정이다.

## 지리
아마쿠사 제도 중 하나인 시모시마섬의 북서부에 위치한다.

## 인접한 자치체
- 아마쿠사시

## 역사
정명의 유래는 아마쿠사의 별칭인 "레이슈"(苓州)의 북쪽에 있다는 데에서 온 것이다.
- 1889년 4월 1일 - 정촌제 시행과 함께 아마쿠사군 도미오카정, 시키촌, 사카세가와촌, 도로로촌이 성립하였다.
- 1955년 1월 1일 - 시키촌·사카세가와촌·도미오카정이 대등 합병해 레이호쿠정이 성립하였다.
- 1956년 9월 30일 - 도로로촌을 편입하였다.

## 경제
에도 시대부터 도자기의 원료가 된 아마쿠사 도석의 산지로 알려져 있고 오늘날에도 도자기의 원료로 도미오카항을 통해 대량으로 출하되고 있다. 1990년대에는 규슈 전력 레이호쿠 화력발전소가 서해안에 건설되었고 출력량은 구마모토현 전력 수요의 약 3분의 2를 담당한다.

## 교통

### 도로
- 국도 324호선
- 국도 389호선

## 자매 도시
- 일본 사가현 가라쓰시(1994년 10월 1일)